# Otello Calbi
Otello Calbi (San Mauro Forte, 4 aprile 1917 – Napoli, 13 giugno 1995) è stato un compositore italiano.

## Biografia
Nato a San Mauro Forte, un piccolo paese in provincia di Matera, viene introdotto dal padre, maestro di banda, allo studio della musica presso il Conservatorio di Napoli dove si forma sotto la eccelsa guida di Achille Longo, di Giuseppe Napoli e in particolare di Ennio Porrino, al quale si legherà profondamente, risentendone dell'influsso.
L'esordio di Calbi parte felicemente proprio dal teatro musicale; l'opera lirica Il Ritorno (tratto da Pascoli) che viene rappresentata in diversi teatri, tra cui il Teatro San Carlo di Napoli gli riserva il suo primo successo e una certa notorietà: difatti l'opera verrà successivamente registrata e messa in onda più volte dalla RAI. Il lavoro per il teatro prosegue con Psyche, il Caso si diverte, Notte mancata e Il balletto pantomimico; oltre che per il teatro Calbi scrive anche per la danza: fra i suoi lavori per il balletto figurano: La clessidra, rappresentato al Teatro San Carlo di Napoli, e Il Gaudente, su commissione dell'Accademia Musicale Napoletana.
Nutrito il suo catalogo di musica cameristica e solistica, Calbi fa particolarmente avvertire la sua presenza, nella seconda metà del Novecento, soprattutto per il suo costante impegno per la continua diffusione della musica: organizza manifestazioni concertistiche, concorsi musicali, convegni, fonda diverse istituzioni culturali e associazioni per promuovere la musica capillarmente nel territorio campano e lucano, sua regione di nascita.
È stato componente della commissione spettacolo del Ministero dello Spettacolo, consigliere del direttivo del Teatro San Carlo e docente presso il Conservatorio di Napoli. Le sue musiche e i suoi scritti sono stati editi principalmente da Bérben (Ancona), Curci (Milano), Simeoli (Napoli), Cembalo (Napoli).

## Poetica
Nella sua formazione si riferisce a un'estetica di stampo pucciniana, traendone a proprio uso soprattutto la spiegata liricità. Già a partire dalle Quattro Liriche scritte in seguito su testi di Saba, Montale, Langston-Hughes, T. Williams vi è una chiara aderenza ai canoni novecentisti e post-impressionisti. La sua scrittura si evolve quindi, negli anni cinquanta, attestandosi verso un deciso modernismo di gusto neoclassico, basandosi su tecniche scalari, talvolta decisamente cromatiche ma sempre di una scrittura lineare e, talvolta, liberamente tonale.

## Alcune opere significative

### Opere Liriche
- Il Ritorno, opera in un atto - libretto di Mario Vitali su un testo di G.Pascoli

### Teatro in musica
- Psyche
- il Caso si diverte
- Notte mancata
- Il balletto pantomimico

### Musica per balletto
- La clessidra
- Il Gaudente
- Tempo Galantuomo

### Musica per orchestra
- Serenata d'ogni notte per orchestra da camera op. 23
- Suite di danze per grande orchestra
- Concertino per flauto e archi op. 46
- Dormo o veglio? per tenore e orchestra

### Musica per pianoforte
- Quattro Divagazioni, (1958)

### Musica da camera
- Sonata per violino e pianoforte op. 17
- Aria per violino e pianoforte
- Blues per una ragazza negra, per soprano e chitarra (1961)
- Sarabanda per flauto e pianoforte (1980)
- Song and dance per oboe solo (1982)

### Musica per chitarra
- Omaggio a Manuel De Falla op. 63, per chitarra - ed. Bérben
- Berceuse: pour en enfante qui n'est jamais né  op. 66, per chitarra - ed. Bérben

### Saggi e pubblicazioni
- Musicisti contemporanei, Ed. CEMBALO, Napoli
- A-Z lessico della musica: teoria della musica in ordine alfabetico, ediz. Simeoli, Napoli